# 沙女遗址
沙女遗址，位于山西省临汾市襄汾县城关沙女沟村东1.5公里塔儿山西脉，是中华人民共和国山西省文物保护单位之一。
1986年8月18日，授予山西省文物保护单位，是一座古遗址。